# Leander Dendoncker
Leander Dendoncker (Passendale, 15 de abril de 1995) es un futbolista belga que juega como mediocampista y su equipo es el Real Oviedo de la Primera División de España. Es internacional con la selección de Bélgica.

## Selección nacional

### Categorías inferiores
Leander ha sido parte de la selección de Bélgica en las categorías inferiores sub-16, sub-17, sub-19 y sub-21.

#### Participaciones en categorías inferiores
| Competición                                                               | Sede      | Resultado      | Partidos | Goles |
| ------------------------------------------------------------------------- | --------- | -------------- | -------- | ----- |
| Fase de clasificación para el Campeonato de Europa Sub-17 de la UEFA 2012 | Croacia   | Clasificó      | 2        | 0     |
| Ronda Élite para el Campeonato de Europa Sub-17 de la UEFA 2012           | Hungría   | Clasificó      | 3        | 2     |
| Campeonato de Europa Sub-17 de la UEFA 2012                               | Eslovenia | Fase de grupos | 3        | 0     |
| Fase de clasificación para el Campeonato de Europa Sub-19 de la UEFA 2014 | Bélgica   | Clasificó      | 2        | 0     |
| Ronda Élite para el Campeonato de Europa Sub-19 de la UEFA 2014           | Portugal  | No clasificó   | 3        | 0     |
| Clasificación para la Eurocopa Sub-21 de 2017                             | Europa    | No clasificó   | 3        | 0     |

### Absoluta
Debutó con la selección absoluta de Bélgica el 7 de junio de 2015, en un partido amistoso contra Francia, ingresó al final del segundo tiempo y ganaron 4 a 3.
El 4 de junio de 2018 el seleccionador Roberto Martínez lo incluyó en la lista de 23 para el Mundial. Fue suplente durante el torneo, jugando tan solo el partido de la fase de grupos contra Inglaterra, con Bélgica ya clasificada. La selección de Bélgica finalizó en un histórico tercer lugar.

### Participaciones en Copas del Mundo
| Mundial           | Sede  | Resultado      | Partidos | Goles |
| ----------------- | ----- | -------------- | -------- | ----- |
| Copa Mundial 2018 | Rusia | Tercer lugar   | 1        | 0     |
| Copa Mundial 2022 | Catar | Fase de grupos | 2        | 0     |

### Participaciones en Eurocopas
| Eurocopa      | Sede   | Resultado        | Partidos | Goles |
| ------------- | ------ | ---------------- | -------- | ----- |
| Eurocopa 2020 | Europa | Cuartos de final | 3        | 0     |

## Estadísticas

### Clubes
Actualizado al 25 de mayo de 2025.
| Club | Div.          | Temporada     | Liga  | Liga  | Copas nacionales(1) | Copas nacionales(1) | Torneos internacionales(2) | Torneos internacionales(2) | Total | Total |
| Club | Div.          | Temporada     | Part. | Goles | Part.               | Goles               | Part.                      | Goles                      | Part. | Goles |
| --- | ------------- | ------------- | ----- | ----- | ------------------- | ------------------- | -------------------------- | -------------------------- | ----- | ----- |
| R. S. C. Anderlecht · Bélgica | 1.ª           | 2013-14       | 0     | 0     | 2                   | 0                   | 0                          | 0                          | 2     | 0     |
| R. S. C. Anderlecht · Bélgica | 1.ª           | 2014-15       | 26    | 2     | 6                   | 0                   | 6                          | 0                          | 38    | 2     |
| R. S. C. Anderlecht · Bélgica | 1.ª           | 2015-16       | 23    | 1     | 1                   | 1                   | 6                          | 0                          | 30    | 2     |
| R. S. C. Anderlecht · Bélgica | 1.ª           | 2016-17       | 40    | 5     | 1                   | 0                   | 16                         | 1                          | 57    | 6     |
| R. S. C. Anderlecht · Bélgica | 1.ª           | 2017-18       | 36    | 1     | 2                   | 0                   | 6                          | 0                          | 44    | 1     |
| Wolverhampton Wanderers F. C. Inglaterra | 1.ª           | 2018-19       | 19    | 2     | 7                   | 0                   | —                          | —                          | 26    | 2     |
| Wolverhampton Wanderers F. C. Inglaterra | 1.ª           | 2019-20       | 38    | 4     | 2                   | 0                   | 17                         | 2                          | 57    | 6     |
| Wolverhampton Wanderers F. C. Inglaterra | 1.ª           | 2020-21       | 33    | 1     | 4                   | 0                   | —                          | —                          | 37    | 1     |
| Wolverhampton Wanderers F. C. Inglaterra | 1.ª           | 2021-22       | 30    | 2     | 4                   | 1                   | —                          | —                          | 34    | 3     |
| Wolverhampton Wanderers F. C. Inglaterra | 1.ª           | 2022-23       | 4     | 0     | 1                   | 0                   | —                          | —                          | 5     | 0     |
| Wolverhampton Wanderers F. C. Inglaterra | Total club    | Total club    | 124   | 9     | 18                  | 1                   | 17                         | 2                          | 159   | 12    |
| Aston Villa F. C. Inglaterra | 1.ª           | 2022-23       | 20    | 0     | 1                   | 0                   | —                          | —                          | 21    | 0     |
| Aston Villa F. C. Inglaterra | 1.ª           | 2023-24       | 8     | 1     | 2                   | 0                   | 5                          | 0                          | 15    | 1     |
| Aston Villa F. C. Inglaterra | Total club    | Total club    | 28    | 1     | 3                   | 0                   | 5                          | 0                          | 36    | 1     |
| S. S. C. Napoli · Italia | 1.ª           | 2023-24       | 3     | 0     | —                   | —                   | 0                          | 0                          | 3     | 0     |
| S. S. C. Napoli · Italia | Total club    | Total club    | 3     | 0     | 0                   | 0                   | 0                          | 0                          | 3     | 0     |
| R. S. C. Anderlecht · Bélgica | 1.ª           | 2024-25       | 30    | 2     | 5                   | 1                   | 8                          | 0                          | 43    | 3     |
| R. S. C. Anderlecht · Bélgica | Total club    | Total club    | 155   | 11    | 17                  | 2                   | 42                         | 1                          | 214   | 14    |
| Real Oviedo · España | 1.ª           | 2025-26       | 0     | 0     | 0                   | 0                   | —                          | —                          | 0     | 0     |
| Real Oviedo · España | Total club    | Total club    | 0     | 0     | 0                   | 0                   | 0                          | 0                          | 0     | 0     |
| Total carrera | Total carrera | Total carrera | 310   | 21    | 38                  | 3                   | 64                         | 3                          | 412   | 27    |
| (1)Incluidos los datos de la Copa de Bélgica (2013-14, 2014-15 y 2015-16), Supercopa de Bélgica (2013-14), FA Cup y Copa de la Liga de Inglaterra. (2)Incluidos los datos de la Liga de Campeones de la UEFA (2014-15, 2016-17), Liga Europa de la UEFA (2014-15, 2015-16, 2016-17) y Liga Europa Conferencia de la UEFA. |               |               |       |       |                     |                     |                            |                            |       |       |

### Selecciones
Actualizado al 17 de junio de 2023.
Último partido citado: Bélgica 1 - 1 Austria.
| Selección | Temporada     | Continental(1) | Continental(1) | Mundial | Mundial | Amistosos | Amistosos | Total | Total |
| Selección | Temporada     | Part.          | Goles          | Part.   | Goles   | Part.     | Goles     | Part. | Goles |
| --- | ------------- | -------------- | -------------- | ------- | ------- | --------- | --------- | ----- | ----- |
| Sub-16 · Bélgica | 2010-11       | -              | -              | -       | -       | 10        | 0         | 10    | 0     |
| Sub-16 · Bélgica | Total sel.    | -              | -              | -       | -       | 10        | 0         | 10    | 0     |
| Sub-17 · Bélgica | 2011-12       | 8              | 2              | -       | -       | 0         | 0         | 8     | 2     |
| Sub-17 · Bélgica | Total sel.    | 8              | 2              | -       | -       | 0         | 0         | 8     | 2     |
| Sub-19 · Bélgica | 2013-14       | 5              | 0              | -       | -       | 4         | 0         | 9     | 0     |
| Sub-19 · Bélgica | Total sel.    | 5              | 0              | -       | -       | 4         | 0         | 9     | 0     |
| Sub-21 · Bélgica | 2014-15       | -              | -              | -       | -       | 2         | 0         | 2     | 0     |
| Sub-21 · Bélgica | 2015-16       | 3              | 0              | -       | -       | 0         | 0         | 3     | 0     |
| Sub-21 · Bélgica | Total sel.    | 3              | 0              | -       | -       | 2         | 0         | 5     | 0     |
| Absoluta · Bélgica | 2014-15       | 1              | 0              | -       | -       | 0         | 0         | 1     | 0     |
| Absoluta · Bélgica | 2016-17       | 1              | 0              | -       | -       | 0         | 0         | 1     | 0     |
| Absoluta · Bélgica | 2017-18       | 2              | 0              | 1       | 0       | 1         | 0         | 4     | 0     |
| Absoluta · Bélgica | 2018-19       | 2              | 0              | 0       | 0       | 0         | 0         | 2     | 0     |
| Absoluta · Bélgica | 2019-20       | 1              | 0              | 0       | 0       | 0         | 0         | 1     | 0     |
| Absoluta · Bélgica | 2020-21       | 7              | 0              | 0       | 0       | 4         | 0         | 11    | 0     |
| Absoluta · Bélgica | 2021-22       | 7              | 1              | 0       | 0       | 2         | 0         | 9     | 1     |
| Absoluta · Bélgica | 2022-23       | 1              | 0              | 2       | 0       | 0         | 0         | 3     | 0     |
| Absoluta · Bélgica | Total sel.    | 22             | 1              | 3       | 0       | 7         | 0         | 32    | 1     |
| Total carrera | Total carrera | 38             | 3              | 3       | 0       | 23        | 0         | 64    | 3     |
| (1)Incluidos los datos del Campeonato de Europa Sub-17 de la UEFA (2012), Campeonato de Europa Sub-19 de la UEFA (2014) y la Eurocopa Sub-21 (2017) |               |                |                |         |         |           |           |       |       |

## Palmarés

### Títulos nacionales
| Títulos                     | Club                | País    | Año  |
| --------------------------- | ------------------- | ------- | ---- |
| Primera División de Bélgica | R. S. C. Anderlecht | Bélgica | 2013 |
| Supercopa de Bélgica        | R. S. C. Anderlecht | Bélgica | 2013 |
| Primera División de Bélgica | R. S. C. Anderlecht | Bélgica | 2014 |
| Supercopa de Bélgica        | R. S. C. Anderlecht | Bélgica | 2014 |
| Primera División de Bélgica | R. S. C. Anderlecht | Bélgica | 2017 |
| Supercopa de Bélgica        | R. S. C. Anderlecht | Bélgica | 2017 |